# ناحیه کیکوبه
ناحیه کیکوبه (به لاتین: Kikuube District) یک منطقهٔ مسکونی در اوگاندا است که در اوگاندا واقع شده‌است. ناحیه کیکوبه ۲٬۰۹۷ کیلومتر مربع مساحت و ۳۵۸٬۷۰۰ نفر جمعیت دارد.